# La coleccionista
La coleccionista (original en francés La Collectionneuse) es una película de Éric Rohmer de 1967.
Obtuvo dos nominaciones y dos galardones en el Festival Internacional de cine de Berlín: el Oso de Plata otorgado por el jurado y el Premio de la juventud.

## Sinopsis
Adrien, un hombre que se dedica a la compraventa de obras de arte, querría pasar el verano con su novia; pero ella había decidido pasar su verano en Londres. Luego decide ir con su amigo Daniel, para pasar el verano en una casa del campo cerca del mar Mediterráneo en Francia, con la idea de simplemente dedicar su tiempo al ocio.  Pronto aparece en su vida, la joven Haydée.
Adrien quiere vender un jarrón chino, de bastante valor. Sin embargo, la tranquilidad de la vida de Adrien y Daniel está alterada por los movimientos de Haydée, que toma varios amantes, y en algún momento, tiene un romance con Daniel.
Adrien, que poco a poco desarrolla una amistad con Haydée, mezclado con deseo. Él pretende usar la habilidad de Haydée como encantadora de hombres, para entretener a un invitado; Sam, un coleccionista de arte norteamericano, que tiene interés de desarrollar su negocio con Adrien.
El deseo de Adrien se hace más evidente, después de dejar Sam y Haydée solos.
Termina la película cuando Haydée decide, sin previo aviso, ir con dos de sus amigos a Italia; y Adrien hace la decisión alejarse de Haydée y hace contacto de nuevo con su novia de verdad; en Londres. 
Mientras la protagonista principal, Haydée es 'la coleccionista' de amantes, ella está en contraste a Sam, un coleccionista de obras de arte.

## Reparto
- Patrick Bauchau - Adrien
- Haydée Politoff - Haydée
- Daniel Pommereulle - Daniel
- Alain Jouffroy - Escritor
- Mijanou Bardot - Carole
- Annik Morice - Novia de Carole
- Dennis Berry - Charlie
- Seymour Hertzberg - Sam
- Patrice De Bailliencourt - Hombre en el coche
- Pierre-Richard Bré - Hombre en el coche
- Eugene Archer - Sam
- Brian Belshaw - Novio de Haydée
- Donald Cammell - Chico en St-Tropez
- Alfred de Graff - Turista perdido
- Néstor Almendros
- László Benkö
- Anne Dubot
- Jackie Raynal